# 例外論
例外論（英語：Exceptionalism），又稱例外主義、特殊主義，一種理論與意識形態，凡是認為某個國家、地區、社會、民族、組織、社會運動或歷史時期，具備特殊的性质，以致於無法被一般性的理論或規則所解釋，就可稱為例外論。在各國社會中，這是一個常見的論點，在美國有美國例外論，在中國也有類似思想，稱為中國例外主義、香港例外主義。

## 歷史
在人類各社群中，都曾出現例外論的思想。
在18世紀，德國浪漫主義哲學家歷史學家，特別是約翰·戈特弗里德·赫爾德（Johann Gottfried Herder，1744-1803）和約翰·戈特利布·費希特（Johann Gottlieb Fichte，1762-1814 ），在18 世紀末期關注獨特性這一主題。他們不再強調政治國家，而是強調人民的獨特性，包括全體人民、他們的語言和傳統。每個民族被視為具有自己獨特歷史的文化實體，都擁有「民族精神」或「人民的靈魂」（德語：Volksgeist）。這個思想對 19 世紀歐洲國家民族主義的發展產生了巨大影響——尤其是在由其他地方的精英統治的國家。
許多國家都提出了例外聲明，包括美國、澳大利亞（特別是南澳大利亞）、中國（尤其是香港）、法國、德國、希臘、巴基斯坦、日本、伊朗、塞爾維亞、以色列、朝鮮、南非、西班牙、英國、蘇聯、泰國和黎巴嫩。歷史學家還添加了許多其他案例，包括歷史上的帝國，如中國、奧斯曼帝國、古羅馬和古印度，以及歷史上的各種小王國。